# Фармінгтон (округ Ла-Кросс, Вісконсин)
Фармінгтон (англ. Farmington) — місто (англ. town) в США, в окрузі Ла-Кросс штату Вісконсин. Населення — 2140 осіб (2020).

## Демографія
Згідно з переписом 2010 року, у місті мешкала 2061 особа в 796 домогосподарствах у складі 584 родин. Було 877 помешкань
Расовий склад населення:
| - 95,3 % — білих - 3,1 % — азіатів - 0,2 % — корінних американців - 0,1 % — чорних або афроамериканців |

До двох чи більше рас належало 1,2 %. Частка іспаномовних становила 0,5 % від усіх жителів.
За віковим діапазоном населення розподілялося таким чином: 24,0 % — особи молодші 18 років, 62,9 % — особи у віці 18—64 років, 13,1 % — особи у віці 65 років та старші. Медіана віку мешканця становила 42,2 року. На 100 осіб жіночої статі у місті припадало 109,7 чоловіків;  на 100 жінок у віці від 18 років та старших — 110,1 чоловіків також старших 18 років.
Середній дохід на одне домашнє господарство  становив 67 003 долари США (медіана — 61 154), а середній дохід на одну сім'ю — 75 503 долари (медіана — 63 826). Медіана доходів становила 46 688 доларів для чоловіків та 31 188 доларів для жінок. За межею бідності перебувало 7,8 % осіб, у тому числі 7,4 % дітей у віці до 18 років та 5,5 % осіб у віці 65 років та старших.
Цивільне працевлаштоване населення становило 1149 осіб. Основні галузі зайнятості: освіта, охорона здоров'я та соціальна допомога — 22,8 %, виробництво — 16,4 %, будівництво — 14,5 %.